# Ilperveld, Varkensland, Oostzanerveld & Twiske
Ilperveld, Varkensland, Oostzanerveld & Twiske este o arie protejată (arie specială de conservare — SAC, sit de importanță comunitară — SCI) din Țările de Jos întinsă pe o suprafață de 1.910 ha, integral pe uscat.

## Localizare
Centrul sitului Ilperveld, Varkensland, Oostzanerveld & Twiske este situat la coordonatele 52°27′25″N 4°54′58″E / 52.457°N 4.916°E.

## Înființare
Situl Ilperveld, Varkensland, Oostzanerveld & Twiske a fost declarat sit de importanță comunitară în august 2002 pentru a proteja 5 specii de animale. Situl a fost protejat și ca arie specială de conservare în iunie 2013.

## Biodiversitate
Situată în ecoregiunea atlantică, aria protejată conține 5 habitate naturale: Ape puternic oligomezotrofe cu vegetație bentonică cu Chara spp., Pajiști umede nord-atlantice cu Erica tetralix, Liziere de ierburi înalte hidrofile de câmpie și de nivel montan până la alpin, Mlaștini turboase de tranziție și turbării mișcătoare, Mlaștini împădurite.
La baza desemnării sitului se află mai multe specii protejate:
- mamifere (2): Microtus oeconomus arenicola, liliac de iaz (Myotis dasycneme)
- pești (3): zvârluga (Cobitis taenia), zglăvoacă (Cottus gobio), boarță (Rhodeus amarus)